# 小泉勲
小泉 勲（こいずみ いさお、1945年7月2日 - ）は、日本の元バレーボール選手。1968年メキシコオリンピックバレーボール男子銀メダリスト。
NPO法人日本バレーボール・オリンピアンの会理事長。
中央大学卒業。ポジションはセッター兼アタッカー。

## 著書
- バレーボール入門 基本から実戦まで（梧桐書院、1980年）ISBN 9784340090082